# Lotta libera ai Giochi della XV Olimpiade - Pesi medi
La competizione della categoria pesi medi (fino a 79 kg) di lotta libera dei Giochi della XV Olimpiade si è svolta dal 20 al 23 luglio 1952 al Töölö Sports Hall di Helsinki.

## Formato
Ad ogni incontro venivano assegnate le seguenti penalità:
- 0 = Al vincitore per schienata
- 1 = Al vincitore per decisione (verdetto di tre giudici)
- 3 = Allo sconfitto

Con cinque penalità o più il lottatore veniva eliminato.
I tre lottatori rimasti disputavano un torneo finale con i risultati acquisiti nel precedenti turni.

## Risultati
| Legenda                                  | Legenda |
| ---------------------------------------- | ------- |
| Lottatore con 5 penalità o più Eliminato |         |

### 1º Turno
Si è disputato il 20 luglio.
| Vincitore          | Pen. | Risultato | Sconfitto                    | Pen. |
| ------------------ | ---- | --------- | ---------------------------- | ---- |
| Callie Reitz       | 0    | Schienata | Pio Chirinos                 | 3    |
| Gustav Gocke       | 1    | 3:0       | Eduardo Assam                | 3    |
| Haydar Zafer       | 1    | 3:0       | Adalberto Lepri              | 3    |
| León Genuth        | 1    | 2:1       | Veikko Lahti                 | 3    |
| Gholam Reza Takhti | 0    | Schienata | André Brunaud                | 3    |
| Dan Hodge          | 0    | Schienata | Mohamed Abdul Ramada Hussain | 3    |
| Bengt Lindblad     | 1    | 2:1       | Davit Tsimak'uridze          | 3    |
| György Gurics      | 0    | Schienata | Augustus Everaerts           | 3    |
| Felix Neuhaus      | 0    | Esentato  |                              |      |

### 2º Turno
Si è disputato il 21 luglio.
| Vincitore                    | Pen. | Risultato | Sconfitto          | Pen. |
| ---------------------------- | ---- | --------- | ------------------ | ---- |
| Callie Reitz                 | 1    | 3:0       | Felix Neuhaus      | 3    |
| Gustav Gocke                 | 1    | Schienata | Pio Chirinos       | 6    |
| Haydar Zafer                 | 1    | Schienata | Eduardo Assam      | 6    |
| León Genuth                  | 1    | Schienata | Adalberto Lepri    | 6    |
| Gholam Reza Takhti           | 0    | Schienata | Veikko Lahti       | 6    |
| Mohamed Abdul Ramada Hussain | 4    | 3:0       | André Brunaud      | 6    |
| Davit Tsimak'uridze          | 3    | Schienata | Dan Hodge          | 3    |
| György Gurics                | 1    | 2:1       | Bengt Lindblad     | 4    |
|                              |      | Ritirato  | Augustus Everaerts | -    |

### 3º Turno
Si è disputato il 22 luglio.
| Vincitore           | Pen. | Risultato | Sconfitto                    | Pen. |
| ------------------- | ---- | --------- | ---------------------------- | ---- |
| Gustav Gocke        | 2    | 3:0       | Felix Neuhaus                | 6    |
| Haydar Zafer        | 2    | 3:0       | Callie Reitz                 | 4    |
| Gholam Reza Takhti  | 0    | Schienata | León Genuth                  | 4    |
| Davit Tsimak'uridze | 3    | Schienata | Mohamed Abdul Ramada Hussain | 7    |
| Bengt Lindblad      | 5    | 2:1       | Dan Hodge                    | 6    |
| György Gurics       | 1    | Esentato  |                              |      |

### 4º Turno
Si è disputato il 22 luglio.
| Vincitore           | Pen. | Risultato | Sconfitto    | Pen. |
| ------------------- | ---- | --------- | ------------ | ---- |
| György Gurics       | 2    | 2:1       | Callie Reitz | 7    |
| Gustav Gocke        | 3    | 3:0       | León Genuth  | 7    |
| Gholam Reza Takhti  | 1    | 3:0       | Haydar Zafer | 5    |
| Davit Tsimak'uridze | 3    | Esentato  |              |      |

### 5º Turno
Si è disputato il 22 luglio.
| Vincitore           | Pen. | Risultato | Sconfitto     | Pen. |
| ------------------- | ---- | --------- | ------------- | ---- |
| Davit Tsimak'uridze | 4    | 3:0       | György Gurics | 5    |
| Gholam Reza Takhti  | 2    | 3:0       | Gustav Gocke  | 6    |

### Turno finale
| Vincitore           | Pen. | Risultato | Sconfitto          | Pen. |
| ------------------- | ---- | --------- | ------------------ | ---- |
| Davit Tsimak'uridze |      | 3:0       | György Gurics      |      |
| Davit Tsimak'uridze |      | 2:1       | Gholam Reza Takhti |      |
| Gholam Reza Takhti  |      | Abbandono | György Gurics      |      |

1. ↑  Disputato nel 5º turno

## Classifica finale
| Pos.    | Atleta                       | Nazione          | V.S. |
| ------- | ---------------------------- | ---------------- | ---- |
| Oro     | Davit Tsimak'uridze          | Unione Sovietica | 2-0  |
| Argento | Gholam Reza Takhti           | Iran             | 1-1  |
| Bronzo  | György Gurics                | Ungheria         | 0-2  |
| 4       | Gustav Gocke                 | Germania         |      |
| 5       | Haydar Zafer                 | Turchia          |      |
| 6       | Callie Reitz                 | Sudafrica        |      |
| 6       | León Genuth                  | Argentina        |      |
| 8       | Bengt Lindblad               | Svezia           |      |
| 9       | Dan Hodge                    | Stati Uniti      |      |
| 10      | Felix Neuhaus                | Svizzera         |      |
| 11      | Mohamed Abdul Ramada Hussain | Egitto           |      |
| 12      | Veikko Lahti                 | Finlandia        |      |
| 13      | André Brunaud                | Francia          |      |
| 13      | Adalberto Lepri              | Italia           |      |
| 13      | Eduardo Assam                | Messico          |      |
| 13      | Pio Chirinos                 | Venezuela        |      |
| 17      | Augustus Everaerts           | Belgio           |      |